# RRAGB
RRAGB (англ. Ras related GTP binding B) – білок, який кодується однойменним геном, розташованим у людей на X-хромосомі. Довжина поліпептидного ланцюга білка становить 374 амінокислот, а молекулярна маса — 43 250.
| 10         |  | 20         |  | 30         |  | 40         |  | 50         |
| ---------- |  | ---------- |  | ---------- |  | ---------- |  | ---------- |
| MEESDSEKTT |  | EKENLGPRMD |  | PPLGEPEGSL |  | GWVLPNTAMK |  | KKVLLMGKSG |
| SGKTSMRSII |  | FANYIARDTR |  | RLGATILDRI |  | HSLQINSSLS |  | TYSLVDSVGN |
| TKTFDVEHSH |  | VRFLGNLVLN |  | LWDCGGQDTF |  | MENYFTSQRD |  | NIFRNVEVLI |
| YVFDVESREL |  | EKDMHYYQSC |  | LEAILQNSPD |  | AKIFCLVHKM |  | DLVQEDQRDL |
| IFKEREEDLR |  | RLSRPLECSC |  | FRTSIWDETL |  | YKAWSSIVYQ |  | LIPNVQQLEM |
| NLRNFAEIIE |  | ADEVLLFERA |  | TFLVISHYQC |  | KEQRDAHRFE |  | KISNIIKQFK |
| LSCSKLAASF |  | QSMEVRNSNF |  | AAFIDIFTSN |  | TYVMVVMSDP |  | SIPSAATLIN |
| IRNARKHFEK |  | LERVDGPKQC |  | LLMR       |  |            |  |            |

A: Аланін

C: Цистеїн

D: Аспарагінова кислота

E: Глутамінова кислота

F: Фенілаланін

G: Гліцин

H: Гістидин

I: Ізолейцин

K: Лізин

L: Лейцин

M: Метіонін

N: Аспарагін

P: Пролін

Q: Глутамін

R: Аргінін

S: Серин

T: Треонін

V: Валін

W: Триптофан

Задіяний у таких біологічних процесах, як ацетилювання, альтернативний сплайсинг. 
Білок має сайт для зв'язування з нуклеотидами, ГТФ. 
Локалізований у цитоплазмі, лізосомі.